# Rincón de la Yerbabuena
Rincón de la Yerbabuena är en ort i Mexiko.   Den ligger i kommunen Ario och delstaten Michoacán de Ocampo, i den södra delen av landet, 270 km väster om huvudstaden Mexico City. Rincón de la Yerbabuena ligger 1 802 meter över havet och antalet invånare är 151.
Terrängen runt Rincón de la Yerbabuena är kuperad norrut, men söderut är den bergig. Runt Rincón de la Yerbabuena är det glesbefolkat, med 20 invånare per kvadratkilometer. Närmaste större samhälle är La Huacana, 17,5 km väster om Rincón de la Yerbabuena. I omgivningarna runt Rincón de la Yerbabuena växer huvudsakligen savannskog.